# Enoploderes sanguineus
Оксамитець червоний (лат. Enoploderes sanguineus, Faldermann, 1837) — вид жуків з родини Скрипунових.
В Україну Оксамитець червоний — ввезений імовірно із Кавказу. Життєздатна популяція станом на 2023 рік існує в межах міста Одеси і ймовірно найближчих околиць.